# Іваса Матабей
Іваса Матабей (1578 —20 липня 1650) — японський художник періода Едо. Представник школи Тоса. Вважається одним з родоначальників жанру укійо-е.

## Життєпис
Походив зі знатного самурайського роду. Син Аракі Мурасіґе, даймьо Ітамі (провінція Сеццу), який був військовиком Ода Нобунаги, та наложниці з роду Іваса. Народився майбутній художник у 1578 році, отримавши ім'я Кацумоті. Того ж року Аракі Мурасіґе було звинувачено у змові з родом Морі, після поразки у 1579 році він втік, але усю його родину було схоплено при взятті замку Ітамі. Дворічного Кацумоті дивом врятувала його няня, сховавшись з хлопчиком в храмі монастиря Хонган в Кіото. Згодом Кацумоті змінив прізвище на Іваса.
Досягнувши повноліття, Матабей став служити Ода Нобукацу, сина Ода Нобунаги, на посаді оповідача отогісю. Залишивши надію на відродження свого самурайського стану пішов зі служби і став з'являтися на музично-поетичних зустрічах в садибі кампаку Нідзьо Акідзане. Виявив хист до малювання. Навчався у представника школи Кано — Кано Найдзена. Втім згодом опинився під впливом стилю школи Тоса, навчався у Тоса Міцуйосі. Протягом 1610-х років здобув відомість як художник.
1616 року перебрався до Кітаносьо (сучасний Фукуй), резиденції даймьо роду Мацудайра в провінції Етідзен, замовлення яких виконував до 1637 року. Спочатку служив Мацудайра Таданао, потім Мацудайра Тадамаса. Водночас працював у канцелярії даймьо. Його індивідуальний стиль став ще більш оригінальним під впливом умов життя в Фукуї і звичаїв цих місць. У 1637 році Токуґава Іеміцу, що дістав звістки про талановитого художника, наказав Іваса Матабея перебратися до свого двору в Едо. У 1638—1640 роках отримав замовлення на виготовлення предметів побуту з нагоди укладення шлюбу дочки сьогуна Токугави Іеміцу і члена роду Оварі й картин із зображенням «Тридцяти шести безсмертних поетів» для молитовного павільйону святилища Тосьогу в Кавагое. Помер у 1650 році в Едо.
Його син Іваса Кацусіґе також був відомим художником.

## Творчість
Першим став малювати жанрові картини на сюжети з життя містян. Відомо в сукупності близько 15 еталонних творів (ширм, вертикальних настінних сувоїв, альбомів). Малював на японські сюжети в стилі ямато-е, подібно картинам «безсмертних поетів» касендзу, або ж на китайські сюжети, зокрема зображення сезонних сільськогосподарських робіт, а також зображував японських і китайських легендарних особистостей творів «Ісе моноґатарі», «Ґендзі моноґатарі» та інших класичних японських творів.
Відзначають ширму Хіконе, яка вважається безперечним шедевром жанрового живопису того часу, значними є роботи над ширмами Каная і Ікеда. Також майстерність художника відчутна на подвійні ширмі На парі ширм «Обробіток землі», створеному Матабеєм в останні роки життя, — дрібно тремтячи і незграбно згинаючись, тягнуться вгору дерева, немов у їх гущавині ховається якесь моторошне чудовисько. Разом з тим, використовуючи класичні, традиційні сюжети, художник намагався підмінити їх зміст вульгарним і брутальним, в дусі своєї епохи. Так, зображення поета Какіномото но Хітомаро на подвійних настінних сувоях «Портрети Хітомаро і Цураюкі» силует відчуженого босоногого чоловіка лише намічено тушшю в техніці лапідарного пензля (рякухіцу).
У техніці робіт здебільшого безладно перемішані елементи з монохромного живопису тушшю суйбоку-га періоду Муроматі, прийоми шкіл Кано, Кайхо, Хасегава, Ункоку, Тоса. Така еклектика, в основі якої лежить комбінування різноманітних японських і китайських образотворчих стилів, є головною особливістю картин Іваса Матабей. Водночас усі його твори пронизує специфіка особистого сприйняття, яка не вписується в жодну з художніх шкіл.
Ще однією особливістю Іваса Матабея було також незвичайне зображення людей — стиль «повних щік і витягнутого підборіддя» (хоґьо-тьої). У всіх знатних чоловіків і жінок на його сувоях можна відзначити пухкі щоки і незвично довге підборіддя. Втім не лише подібні деталі форми особи, але також руки і ноги (пальців ніг химерно вигнуті, немов ноги краба, або вивернуті), поза, одежа та інші різноманітні елементи зображення людей відзначаються незвичністю. Часто застосовував художній прийом «ноги в формі гарбуза-горлянки» (хьотан-асі), запозичений у школи Торії.
Є автором щоденника «Нариси про подорож країною» («Кайкоку міти-но кі»). Ні в стилі, ні в змісті щоденника немає нічого незвичайного, але не можна не помітити в тексті почуття песимізму й пригніченості.